# كين كاربنتر
كين كاربنتر (بالإنجليزية: Ken Carpenter)‏ هو لاعب كرة قدم أمريكية ولاعب كرة قدم كندية أمريكي، ولد في 26 فبراير 1926 في سيسايد في الولايات المتحدة، وتوفي بنفس المكان في 28 يناير 2011.

## وصلات خارجية
- كين كاربنتر على موقع مرجع كرة القدم المحترفة.كوم (الإنجليزية)